# Colin Murray Turbayne
Colin Murray Turbayne (7 février 1916 - 16 mai 2006) est un philosophe australien, spécialiste de l'oeuvre de George Berkeley et auteur du livre The Myth of Metaphor. Il a également étudié l'utilisation et l'abus de métaphores anciennes dans le langage moderne. L'essentiel de sa carrière universitaire de trente-cinq ans se déroule à l'Université de Rochester.

## Biographie

### Jeunesse
Turbayne est né le 7 février 1916 dans la ville rurale de Tannymorel dans le Queensland, en Australie. Son père David Livingston Turbayne est banquier et sa mère Alice Eva Rene Lahey descend d'une des premières familles pionnières du Queensland.
Il fait ses premières études à la Church of England Grammar School de Brisbane, où il se distingue comme joueur de cricket et représentant en chef des élèves. Il obtient un Bachelor of Arts à l'Université du Queensland à Brisbane, en Australie en 1940 ainsi qu'une maîtrise en 1946. Pendant la Seconde Guerre mondiale, il travaille pour le renseignement australien sur le théâtre de guerre du Pacifique et est chef d'état-major du renseignement australien auprès de Douglas MacArthur dans plusieurs théâtres du Pacifique,.
En 1940, il épouse Ailsa Krimmer dont il a deux garçons : Ron et John. Ils restent mariés cinquante et un ans jusqu'à son décès en 1992.

### Études académiques
Après avoir émigré aux États-Unis à la fin de la Seconde Guerre mondiale en 1947, il entreprend des études supérieures à l'Université de Pennsylvanie. Il y obtient un master et un doctorat de philosophie en 1950.

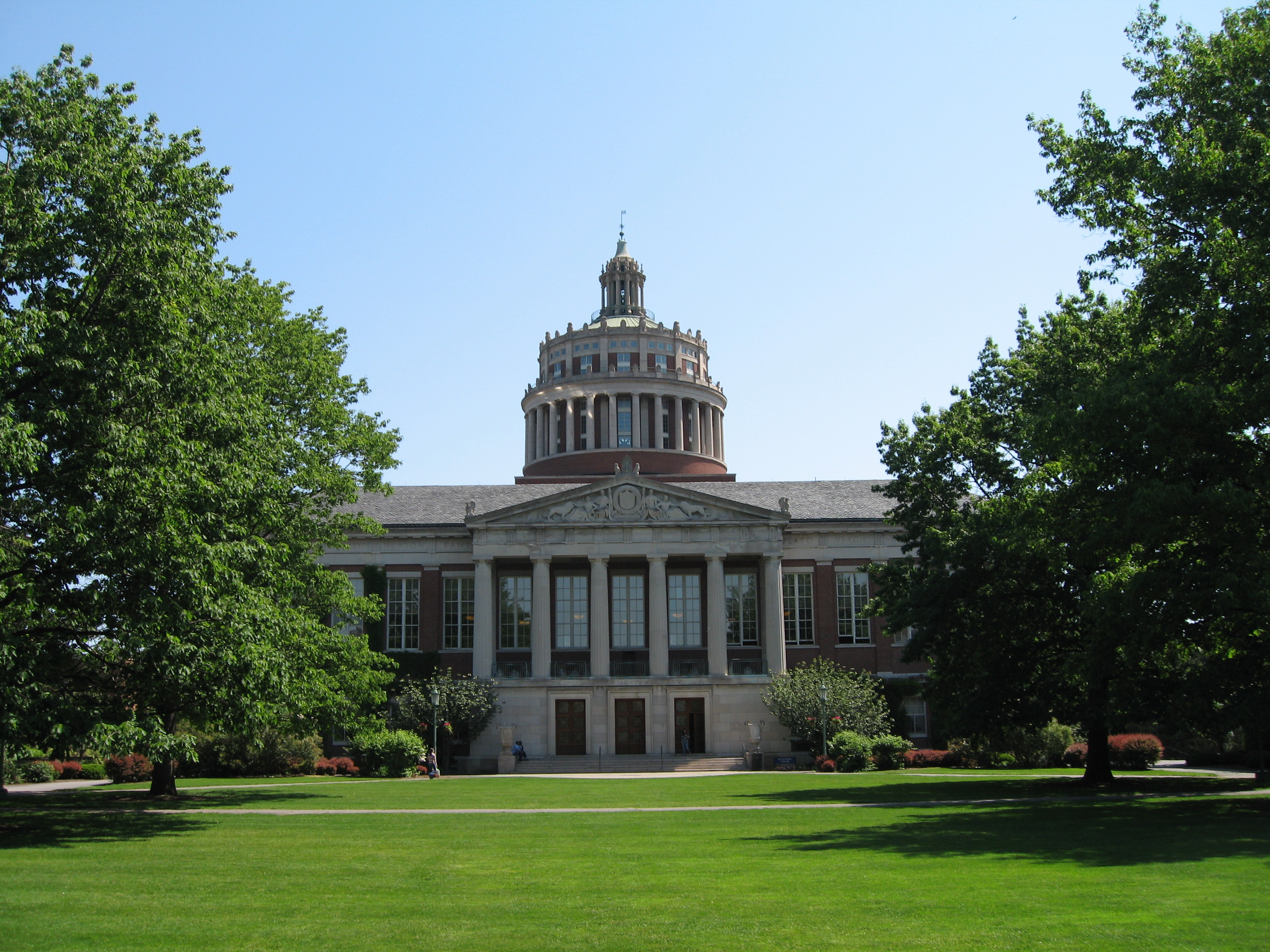
La bibliothèque Rush Rhees de l'Université de Rochester

Son mémoire de master à l'Université du Queensland portait sur George Berkeley (Berkeley's philosophy as embodied in his Commonplace book, 1947) tandis que sa thèse de doctorat concernait Bertrand Russell (Constructions Versus Inferences in the Philosophy of Bertrand Russell, 1950).
Après l'achèvement de ses études, il occupe son premier poste universitaire de 1950 à 1955 en tant que professeur adjoint de philosophie à l'Université de Washington. Il est ensuite professeur assistant d'éloquence (Assistant Professor of Speech) à l'Université de Californie à Berkeley jusqu'à sa nomination comme professeur agrégé de philosophie à l'Université de Rochester en 1957. En 1962, il est promu professeur titulaire de philosophie et fait toute sa carrière d'enseignant à l'Université de Rochester jusqu'à une nomination comme professeur émérite en 1981.

### Vie académique
Au cours de sa longue carrière universitaire, Turbayne est soutenu par le programme Fulbright (1963) et récipiendaire d'une bourse Guggenheim en 1965,,. En 1959 et 1966, il reçoit des subventions de l'American Council of Learned Societies pour ses contributions à leur projet sur la structure linguistique de l'esprit. En 1979, il est nommé Senior Fellow par le National Endowment for the Humanities (NEH),. De plus, il reçoit un doctorat honorifique en lettres humaines à l'Université d'État de Bowling Green. Il est cité dans Who's Who in the World, 1982-1983 de Marquis ainsi que Who was Who in America en 2010.
Les cours de Turbayne à l'Université de Rochester étaient souvent ponctuées de reconstitutions de scènes du drame shakespearien pour illustrer ses arguments. Il n'était pas du tout inhabituel qu'il se présente devant ses étudiants lors de conférences vêtu d'une cape et d'un poignard citant la scène émouvante de MacBeth : « Est-ce un poignard que je vois devant moi ..? » pour illustrer l'usage de la métaphore. Il était considéré comme un maître interrogateur socratique qui guidait doucement ses étudiants vers la bonne conclusion. Il était également connu pour son utilisation habile de la reductio ad absurdum dans ses conférences. Les ovations de ses étudiants étaient monnaie courante tout au long de son long mandat à l'Université.
Il a comme étudiants notables Paul J. Olscamp - Président émérite de l'Université d'État de Bowling Green et de l'Université Western Washington.
Au début des années 1990, Colin M. Turbayne et son épouse créent un prix international de Berkeley récompensant les meilleurs essais en coopération avec le département de philosophie de l'Université de Rochester afin d'encourager la poursuite de la recherche sur les œuvres du philosophe par de jeunes universitaires.

### Décès
Colin Murray Turbayne est décédé le 16 mai 2006 dans le Queensland, en Australie, à l'âge de 90 ans. Il laisse deux fils et deux petits-enfants.

## Travaux académiques
Outre son travail d'enseignement, Turbayne est un chercheur faisant autorité sur la philosophie de George Berkeley. Au fil des ans, il édite plusieurs travaux et essais de Berkeley, tout en stimulant l'intérêt pour son œuvre durant le milieu du XXe siècle. De plus, il est le premier commentateur à signaler l'importance centrale de la Métaphore dans la philosophie de Berkeley. Il est surtout connu pour son livre Le Mythe de la Métaphore publié en 1962 par Yale University Press. Un critique décrit le travail comme un « ajout bienvenu à l'analyse du langage métaphorique ». Paul Ricœur en fera l'analyse dans La métaphore vive (1975). Turbayne a noté qu'il a été assisté par son collègue Lewis White Beck de l'Université de Rochester lors de la préparation de ce livre .
Dans son livre, Turbayne soutient que la métaphore apparaît nécessairement dans toute langue s'efforçant de manifester une richesse et une profondeur de compréhension. En outre, il y fait une analyse critique du simplisme des représentations cartésiennes et newtoniennes de l'univers qui est un peu plus qu'une « machine » - un concept qui sous-tend une grande partie du matérialisme scientifique prévalant dans le monde occidental moderne. Il apporte aussi des éléments sur le concept philosophique de « substance matérielle » ou de « substrat » qui aurait au mieux une signification limitée et qui a été pris de manière inutilement littérale par l'homme moderne, négligeant  de nombreux autres modèles métaphoriques de l’univers potentiellement bénéfiques,,,,.
Un autre thème central de The Myth of Metaphor est l'analyse de la théorie de la vision de Berkeley et de sa théorie de l'espace par rapport à la mécanique newtonienne. Par une analyse minutieuse, Turbayne démontre que la « métaphore du langage » de Berkeley fournit une explication plus convaincante de divers phénomènes d'optique, notamment : le cas de Barrow rapporté par Berkeley dans New theory of vision impliquant une double lentille convexe ou un miroir concave, celui du croissant de lune horizontal à l'équateur ou celui de l'image rétinienne inversée. Turbayne fournit également un examen détaillé des efforts de Berkeley pour dissiper les confusions du langage métaphorique dans la description de l'esprit et des idées venant du mésusage d'hypothèses initialement faites pour expliquer des cas correspondant dans le monde physique. De par son travail, Turbayne a été décrit comme l'un des principaux interprètes des théories de la vision et du mouvement relatif de Berkeley ainsi que de la relation de Berkeley avec Kant et Hume,.
Dans son dernier livre Metaphors for the Mind: The Creative Mind and Its Origins (1990), Turbayne illustre la manière dont les traditions historiques de la pensée philosophique ont contribué aux théories modernes de la pensée en général et du langage en particulier. Turbayne fournit un examen approfondi des premiers écrits philosophiques de Platon et d'Aristote, tout en illustrant comment les métaphores platoniciennes ont influencé les œuvres de Berkeley et d'Emmanuel Kant,. En outre, il démontre la manière dont le modèle de procréation de Platon, tel que décrit dans le Timée, a influencé les théories modernes de la pensée et du langage. Il conclut en tentant de restituer le modèle original d’un esprit dans lequel les hémisphères féminin et masculin fonctionnent de concert pour participer à l'acte de création,. Un critique du livre a noté qu'il contient des éléments intéressants susceptibles à la fois de provoquer et de surprendre ses lecteurs.
Dans son essai « Berkeley's Two Concepts of Mind » (1959), Turbayne avance la thèse selon laquelle Berkeley a soutenu diplomatiquement deux théories différentes de l'esprit. Turbayne décrit la première théorie comme une « théorie officielle » que Berkeley souhaitait présenter au public. La seconde théorie se limitait à ses pensées privées. Pour preuve, Turbayne cite les dernières pages du carnet personnel de Berkeley, « Philosophical Commentaries ». Berkeley fournit ici des indices selon lesquels il pourrait abandonner le concept d'une « substance pensante universelle, quelque chose d'inconnu » (687) ou de « la substance de l'Esprit que nous ne connaissons pas, car elle n'est pas connaissable » (701). Comme le note Turbayne, Berkeley a publiquement adopté plusieurs doctrines compatibles avec la théologie chrétienne dans un effort « de faire preuve de la plus grande prudence pour ne pas offenser l'Église ou les hommes d'Église (715) ». De ce point de vue, la défense publique par Berkeley des termes « substance mentale » et Dieu était destinée à être interprétée dans un sens purement métaphorique plutôt que comme une expression littérale de ses croyances philosophiques privées. En bref, « Berkeley avait une conception purement essentialiste de l'esprit, confirmée par ses déclarations privées »,.
Turbayne est vu comme adepte d'un phénoménalisme, sceptique quant à la validité du matérialisme. Il soutient la thèse que les métaphores sont correctement qualifiées d'« erreurs de catégories » pouvant conduire un utilisateur naïf à un obscurcissement considérable de la pensée.

### Publications
- Turbayne, Colin Murray, éd. Three Dialogues between Hylas and Philonous, George Berkeley. New York et Indianapolis, 1954[1]
- Turbayne, Colin Murray. « Berkeley and Russell On Space » - Dialectica, Vol. 8, n° 3, septembre 1954, p. 210–227. lire en ligne sur Jstor.org
- Turbayne, Colin Murray. « Kant's Refutation of Dogmatic Idealism » - The Philosophical Quarterly, Vol. 5, n° 20, juillet 1955, pp.225-244 en ligne sur Oxford Academic academic.oup.com
- Turbayne, Colin Murray, éd. A Treatise Concerning the Principles of Human Knowledge George Berkeley, New York, 1957[1]
- C. M. Turbayne, « Berkeley's Two Concepts of Mind », Philosophy and Phenomenological Research, vol. 20, no 1,‎ septembre 1959, p. 85–92 (DOI 10.2307/2104957, JSTOR 2104957)
 Repr. dans  ce recueil d'essais, le travail de Turbayne comprenait deux articles qui avaient été publiés dans Philosophy and Phenomenological Research :
  - « Berkeley’s Two Concepts of Mind »
  - Réponse de C. Turbayne à SA Grave « A Note on Berkeley's Conception of the Mind », Philosophie et recherche phénoménologique, 1962, vol. 22, n° 4 - Lire en ligne sur Jstor.org.
- Turbayne, Colin Murray, « A Bibliography of George Berkeley 1963-1979 », Berkeley: Critical and Interpretive Essays.. Éd. par C. M. Turbayne. Manchester, 1982. p. 313–329. Lire sur Jstor.org
- Turbayne, Colin Murray et Robert Ware. « A Bibliography of George Berkeley, 1933-1962. » Journal of Philosophy 60 (1963):93-112.
- Turbayne, Colin Murray, éd. Works on Vision George Berkeley, Indianapolis, 1963 [1]
- Turbayne, Colin Murray, éd. Principles, Dialogues and Philosophical Correspondence, George Berkeley. Prentice Hall Vol. 208 de la Bibliothèque des arts libéraux 1965,  (ISBN 0024216003).
- Turbayne, Colin Murray. « The Origin of Berkeley's Paradoxes. » Dans Steinkraus, Warren E., éd. New Studies in Berkeley's Philosophy . New York : Holt, Rinehart et Winston, 1966. Préface de Brand Blanshard. pp. 31–42.
- Turbayne, Colin Murray. « Visual Language from the Verbal Model. », Journal of Typographical Research 3Vol. 3 No. 4, October, 1969 pp.345-370 [26]
- Turbayne, Colin Murray, éd. Principles of Human Knowledge, Text and Critical Essays. Indianapolis : Bobbs-Merrill, 1970. Revu par GP Conroy. Journal of the History of Philosophy 9 (1971): 510-12; J. M. Beyssade. Études philosophiques 4 (1970):523-26.
- Turbayne, Colin Murray. « Berkeley's Metaphysical Grammar. » Dans Turbayne. Berkeley, Principles … Text and Critical Essays. 1970. pp. 3–36.
- Turbayne, Colin Murray « Visual Language », ETC: A Review of General Semantics Vol. 28, n° 1. Mars 1971. pp.51-58. Lire en ligne sur Jstor.org
- Turbayne, Colin Murray. The Myth of Metaphor . Avec des préfaces de Morse Peckham et Foster Tait et une annexe de Rolf Eberle. Columbia, SC: University of South Carolina Press, 1970. Rév. de 1962 éd. Édition espagnole, Fondo de Cultura Economica, Mexique, 1974. Revue par Paul J. Olscamp « The Philosophical Importance of С. M. Turbayne's The Myth of Metaphor ». International Philosophical Quarterly 6 (1966): 110-31.
- Turbayne, C. M., et R. Appelbaum. « A Bibliography of George Berkeley, 1963-1974. » Journal of the History of Philosophy 15 (1977): 83-95.
- Turbayne, Colin M. « Grosseteste and an Ancient Optical Principle », Isis 50 (1959): 467-72.
- Turbayne, Colin M., éd., Berkeley. Critical and interpretive essays. Minneapolis: University of Minnesota Press, 1982.
- Turbayne, Colin M. « Hume’s Influence on Berkeley. » Revue internationale de philosophie 154 (1985) : 259-69.
- Turbayne, Colin M. Metaphors for the Mind. The Creative Mind and its Origin . Columbia, Caroline du Sud : University of South Carolina Press, 1991.

## Associations professionnelles
Colin Murray Turbayne était un membre actif de l'American Philosophical Association et de l'American Association of University Professors.